# Escutoide

Comparación de un prisma, un tronco y un prismatoide con un escutoide (de izda. a dcha.)

Un escutoide es un sólido geométrico entre dos superficies paralelas. El límite de cada una de las superficies (y de todas las demás superficies paralelas entre ellas) es un polígono, y los vértices de los dos polígonos extremos están unidos por una curva o una conexión con forma de Y. Los escutoides presentan al menos un vértice entre estos dos planos y sus caras no son necesariamente convexas, por lo que varios de ellos puede  empaquetarse juntos para llenar todo el espacio entre las dos superficies paralelas.
Los escutoides se describieron a partir de la estructura de las células en tejidos epiteliales. A diferencia de un empaquetado del espacio mediante prismas o troncos, donde cada célula tiene células vecinas iguales en ambas superficies paralelas, las células con forma escutoide pueden tener vecinas diferentes en cada superficie.

## Investigación

Escutoides

La forma geométrica fue descrita por primera vez por Pedro Gómez-Gálvez y colaboradores en una publicación de julio de 2018 en la revista Nature Communications de título «Scutoids are a geometrical solution to three-dimensional packing of epithelia». El descubrimiento fue el resultado de una investigación del Departamento de Biología Celular y el Instituto de Biomedicina de Sevilla de la Universidad de Sevilla dirigida por Luis M. Escudero. Según explica la matemática Clara Grima, una de las colaboradoras de la investigación, el objeto se descubrió «mirando no a los ojos sino a las glándulas salivales de la mosca de la fruta», y teniendo en cuenta los diagramas de Voronoi.
De acuerdo con Clara Grima, el término escutoide se acuñó en forma de broma por el apellido del director de la investigación, Luis M. Escudero, dado que «escudero» en latín es scūtārius (derivado de scūtum, «escudo»), empezaron a decirle «escutoide», y para cuando finalizó la investigación ya consideraban el término oficial; sin embargo, como además la figura guarda un parecido con el escutelo del tórax en algunos insectos, como  escarabajos de la subfamilia Cetoniinae, fue esta estructura la que señalaron en la publicación formal como origen del nombre.

## Presencia en la naturaleza

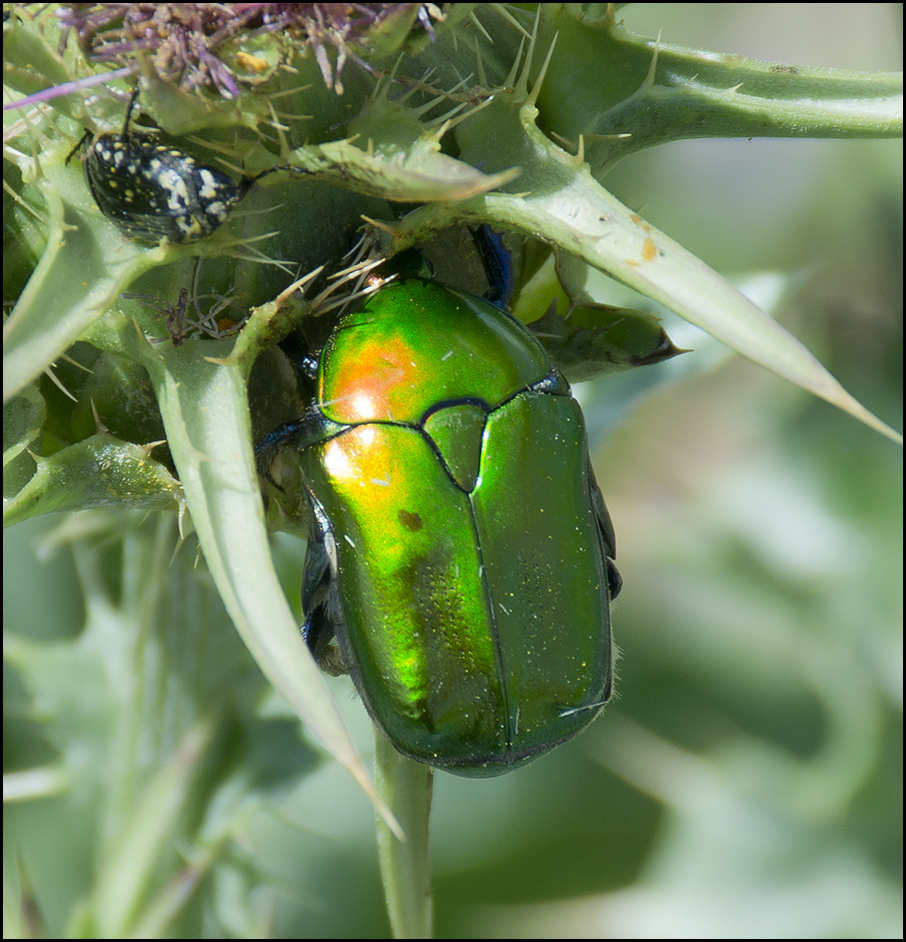
Un escarabajo con escutelo, la estructura parecida a un escutoide por el que esta forma geométrica recibió su nombre.

Las células epiteliales adoptan la «forma escutoidal» bajo ciertas circunstancias. En los epitelios, las células pueden empaquetarse de forma tridimensional como escutoides, facilitando la curvatura de los tejidos. Esto es fundamental para moldear los órganos durante el desarrollo.